# Nereo Rocco
Pour les articles homonymes, voir Rocco.
 (octobre 2009).
Si vous disposez d'ouvrages ou d'articles de référence ou si vous connaissez des sites web de qualité traitant du thème abordé ici, merci de compléter l'article en donnant les références utiles à sa vérifiabilité et en les liant à la section « Notes et références ».
Nereo Rocco, né le 20 mai 1912 à Trieste et mort le 20 février 1979  dans la même ville, était un footballeur puis entraîneur italien. Il est l'un des entraîneurs italiens ayant rencontré le plus de succès en remportant notamment deux Coupe des clubs champions (en 1963 puis en 1969), deux Coupe des Coupes (en 1968 et 1973), deux Championnat d'Italie (en 1962 et 1968) et trois Coupes d'Italie (en 1972, 1973 et 1977) avec l'AC Milan.
Concernant la tactique, Nereo Rocco a été le premier à pratiquer le catenaccio dans le football italien, notamment à la Triestina. L'US Triestina et le Calcio Padova, deux clubs dans lesquels il officia en tant qu'entraîneur entre 1947 et 1961, considèrent, encore aujourd'hui, son passage dans ces clubs comme les meilleures périodes de leurs histoires respectives.

## Biographie

### Carrière (joueur)

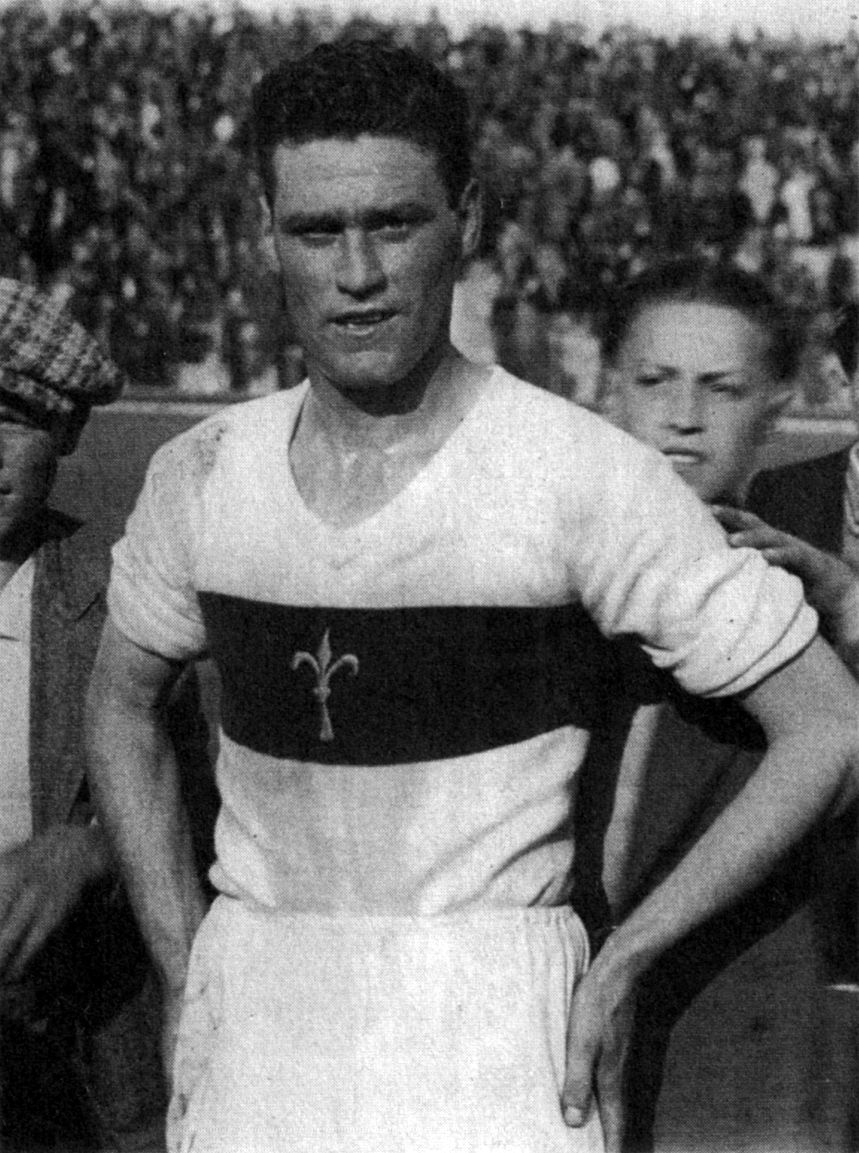
Rocco avec l'US Triestina dans les années 1930

Rocco est né à Trieste. Dans sa carrière de joueur, il joua ailier, principalement à l'US Triestina, à l'AS Naples et à Calcio Padova. Il aura disputé en onze années de carrière 287 matchs en championnat d'Italie, y inscrivant 69 buts. Il fut également appelé à une occasion en équipe d'Italie lors de l'année 1934.

### Carrière (entraîneur)
Nereo Rocco fait ses débuts d'entraîneur en 1947 à l'US Triestina où il obtient une surprenante seconde place en championnat, plus haut classement jamais réalisé par le club dans toute son histoire. Il quittera le club quelques années plus tard en raison d'un désaccord avec les dirigeants. En 1951, il entraînera brièvement Trévise FC avant de revenir à l'US Triestina.
En 1953, il décide de rejoindre Calcio Padova qui se trouve alors en Serie B, il réussit à éviter la relégation et parvient à le promouvoir en Serie A quelques saisons plus tard. La période de Rocco dans ce club est souvent assimilée à la meilleure période de son histoire puisqu'il atteignit la troisième place en 1958, malgré le fait que cela soit une petite équipe.
En 1961, Rocco rejoint l'AC Milan et lui permet d'écrire l'une des plus belles pages de l'histoire du club, en remportant en 1962 le championnat d'Italie et en 1963 leur première Coupe d'Europe des clubs champions. Après une escapade au Torino FC où il obtiendra les meilleurs résultats du club depuis 1948 (et le drame de Superga), il retourne à l'AC Milan où il remporte de nouveau le championnat et une Coupe des Coupes en 1968 puis leur seconde Coupe d'Europe des clubs champions en 1969. Il quittera en 1973 le club milanais en remportant également la coupe intercontinentale, la coupe d'Italie et une autre Coupe des Coupes. Après une année à l'AC Fiorentina, il décide en 1974 de mettre fin à sa carrière d'entraîneur. En 1977, il devient directeur technique de l'AC Milan et assistant de l'entraîneur suédois Nils Liedholm. Il meurt le 20 février 1979 dans sa ville natale à Trieste.

## Clubs

### Joueur
- 1929-1937 :  US Triestina
- 1937-1940 :  SSC Naples
- 1940-1942 :  Calcio Padova

### Entraîneur
- 1945-1946 :  CS Cacciatore
- 1946-1947 :  Libertas Trieste
- 1947-1950 :  Triestina
- 1950-1953 :  Trévise
- 1953 :  Triestina
- 1953-1961 :  Padova
- 1961-1963 :  Milan AC
- 1963-1967 :  Torino Football Club
- 1967-1974 :  Milan AC
- 1974-1975 :  AC Fiorentina
- 1975-1977 :  Milan AC

## Palmarès

### Entraîneur
- Vainqueur de la Coupe intercontinentale : 1969 (AC Milan).
- Vainqueur de la Coupe d'Europe des clubs champions : 1963 et 1969 (AC Milan).
- Vainqueur de la Coupe des Coupes : 1968 et 1973 (AC Milan).
- Champion d'Italie : 1962, 1968 (AC Milan).
- Vainqueur de la Coupe d'Italie : 1972 et 1973 (AC Milan).

Distinctions personnelles
- 17e meilleur entraîneur de tous les temps par France Football: 2019[1],[2],[3]
- 36e meilleur entraîneur de tous les temps par World Soccer: 2013[4],[5]

## Divers
- En hommage à Nereo Rocco, le 18 octobre 1992, le nouveau stade construit à Trieste porte désormais son nom.
- Surnommé El Paròn (triestin pour Le Maître), il fut populaire en raison de sa mauvaise utilisation du dialecte triestin.